# Taxodiaceae

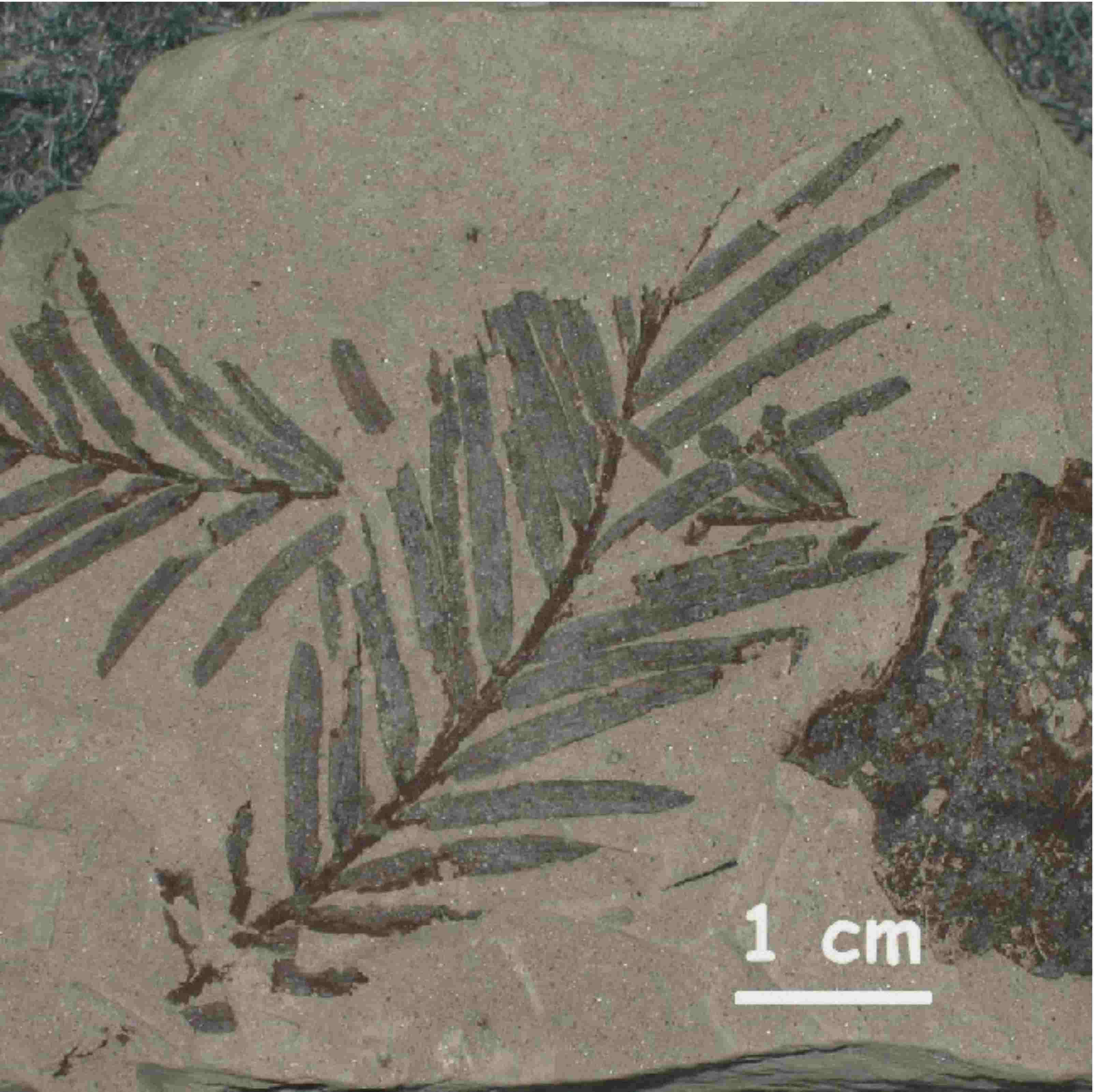
Foglia fossile di Taxodium dubium, 8 milioni di anni, miniera di lignite di Hambach, Germania

Le Tassodiacee o Taxodiacee (Taxodiaceae) costituivano in passato una distinta famiglia di piante gimnosperme, comprendente dieci generi di conifere:
- Athrotaxis
- Cryptomeria
- Cunninghamia
- Glyptostrobus
- Metasequoia
- Sciadopitys
- Sequoia
- Sequoiadendron
- Taiwania
- Taxodium

Recenti ricerche hanno però dimostrato che le tassodiacee, con la sola eccezione del genere Sciadopitys, possono essere incluse nella famiglia Cupressaceae.
Non vi sono caratteristiche salienti che possono distinguere le due famiglie, e prove genetiche ne hanno confermato la stretta correlazione. Questa unificazione tassonomica è ora largamente accettata.
Il genere Sciadopitys è invece ben distinto dalle altre conifere, ed è ora classificato in una nuova famiglia, le Sciadopityaceae.
Le tassodiacee erano largamente diffuse in ere geologiche. Già presenti nel Giurassico, ne sono stati trovati esemplari fossili in strati dell'Era terziaria.